# Rhytiphora decipiens
Rhytiphora decipiens là một loài bọ cánh cứng trong họ Cerambycidae.